# Ophryotrocha japonica
Ophryotrocha japonica är en ringmaskart som beskrevs av Paxton och Åkesson 20. Ophryotrocha japonica ingår i släktet Ophryotrocha och familjen Dorvilleidae. Inga underarter finns listade i Catalogue of Life.